# Corticium gramineum
Corticium gramineum är en svampart som beskrevs av Ikata & T. Matsuura 1910. Corticium gramineum ingår i släktet Corticium och familjen Corticiaceae.   Inga underarter finns listade i Catalogue of Life.